# Dölsach
Dölsach település Ausztriában, Tirolban a Lienzi járásban található. Területe 24,16 km², lakosainak száma 2 244 fő, népsűrűsége pedig 93 fő/km² (2014. január 1-jén). A település 731 méteres tengerszint feletti magasságban helyezkedik el.

## Története
A falut először 1197-ben Dolischac néven említik.

## A település részei
- Dölsach
- Gödnach
- Göriach
- Görtschach
- Stribach

## Lakossága

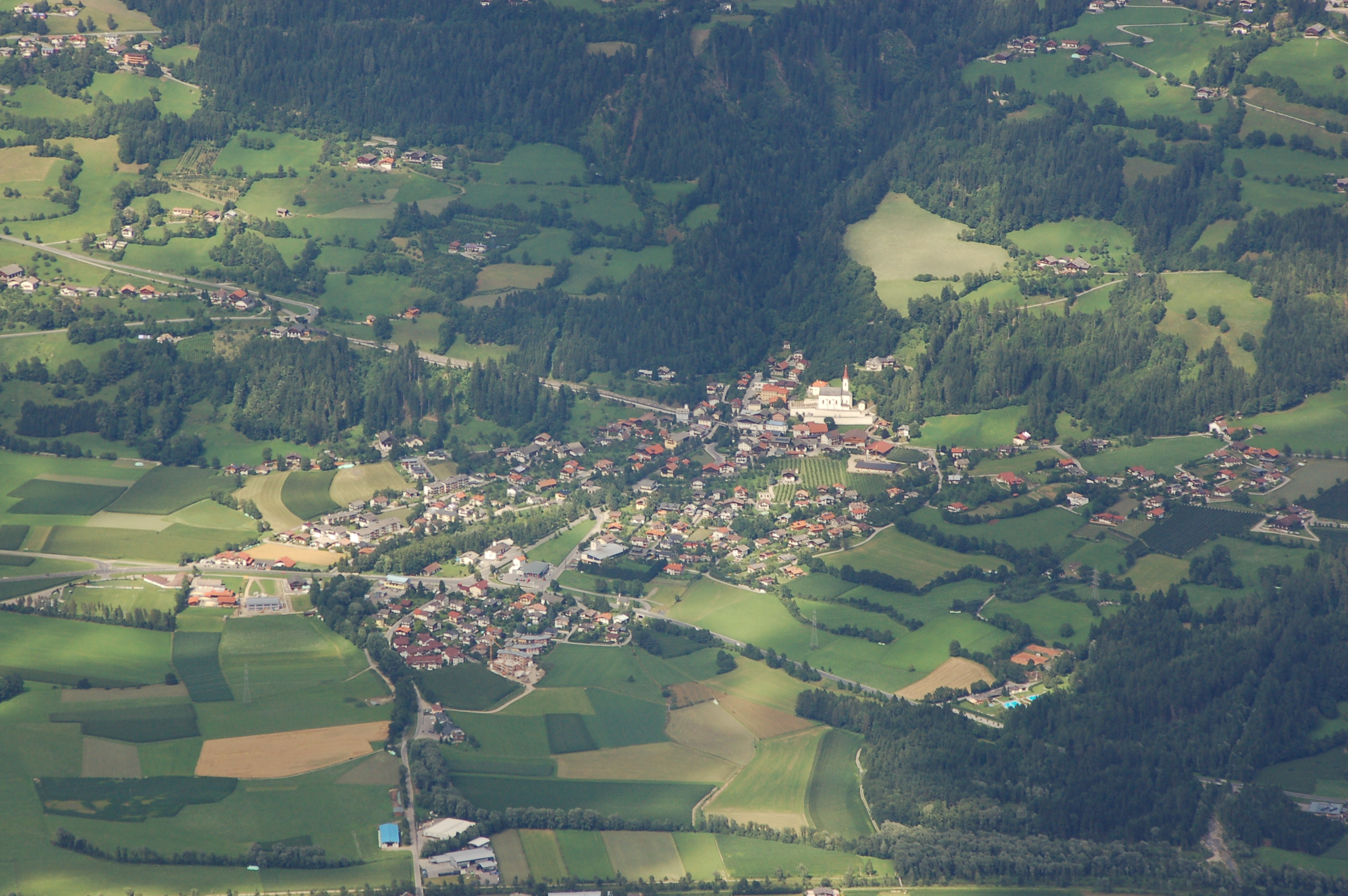
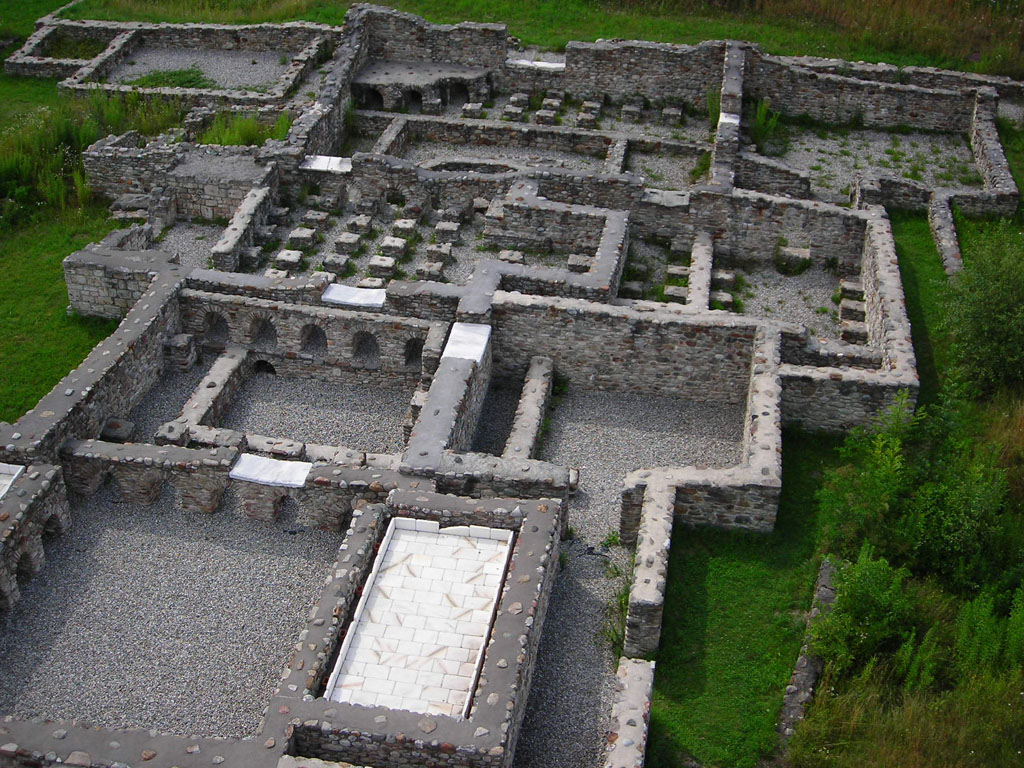
Aguntum
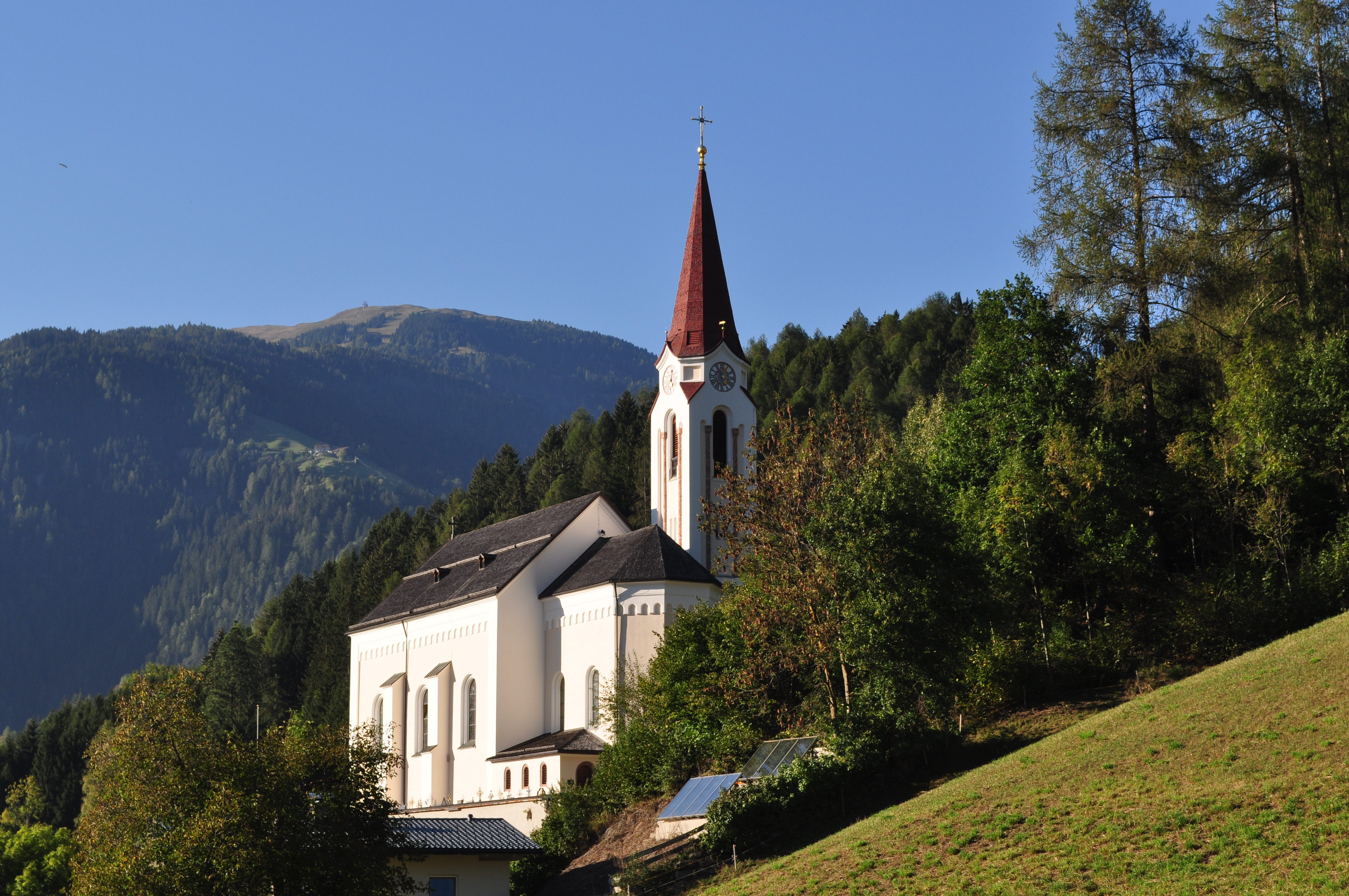
A katolikus templom

## Fordítás
- Ez a szócikk részben vagy egészben  a   Dölsach című angol Wikipédia-szócikk ezen változatának fordításán alapul.  Az eredeti cikk szerkesztőit annak laptörténete sorolja fel. Ez a jelzés csupán a megfogalmazás eredetét és a szerzői jogokat jelzi, nem szolgál a cikkben szereplő információk forrásmegjelöléseként.